# Fontana Camillo Olivetti
La Fontana Camillo Olivetti è una fontana monumentale della città di Ivrea in Piemonte.

## Storia
La fontana venne realizzata dallo scultore Emilio Greco nel 1957 e intitolata a Camillo Olivetti, fondatore della fabbrica di macchine da scrivere Olivetti. L'inaugurazione della fontana avvenne il 29 settembre 1957 alla presenza del sindaco e del vescovo di Ivrea.

## Descrizione
Situata ai piedi di una parete di roccia tagliata tra il 1826 e il 1830 in prossimità del fiume Dora Baltea, la fontana è il punto focale dell'elegante corso Costantino Nigra, che la collega all'area della stazione tramite il ponte Nuovo. La fontana presenta un getto a cascata ed è decorata da un'effigie di Camillo Olivetti e da una scultura volta a ricordare i meccanismi delle macchine da scrivere.